# チャチャラジオ
チャチャラジオは、2000年4月3日から2006年3月30日まで放送されたラジオ関西のラジオ番組である。
放送時間は月曜 - 木曜の14:15 - 15:45。前身の「チャチャラジオ 岩ちゃん」時代から数えると放送年数は6年を数えた。

## 出演者
- パーソナリティー
  - 藤沢俊一郎（月・火）
  - 林真一郎（水・木）
- アシスタント 
  - 中野加奈子（月・木）
  - 福島有紀（火・水）

## 過去の出演者
- パーソナリティー
  - 岩崎和夫（2000年4月3日 - 2004年7月）
  - 桂きん太郎（2004年8月 - 2005年3月）
- アシスタント
  - 田中美羽（2000年4月 - 2002年3月）
  - 青山真子（2000年4月 - 2002年3月）
  - 大谷昌子（2002年4月 - 2004年9月）
  - 池田奈月（2005年7月 - 9月）中野加奈子産休による代役

## 番組の内容
- 番組はその日のテーマに基づいてリスナーからFAX・メールを募る。
- リスナーと実際に電話で会話。プレゼントにその月の季節のお茶を贈ることが番組開始当初からの慣わしとなっていた。

## 番組グッズ
- 季節のお茶

## その他
- 岩崎がパーソナリティーを務めていた当時は、同じく岩崎がDJを担当する青春ラジメニアの社会人リスナーからのFAX・メールが多く寄せられていた。
- イラク戦争勃発の前日の放送で「このままで行くと戦争になる。どちらかと言うと世界は戦争で解決していく方向に向かうだろう。」と述べ、以後の世界を憂えた一幕もあった。